# Reuil-sur-Brêche
Reuil-sur-Brêche és un municipi francès, situat al departament de l'Oise i a la regió dels Alts de França. L'any 2007 tenia 266 habitants.

## Demografia

### Població
El 2007 la població de fet de Reuil-sur-Brêche era de 266 persones. Hi havia 92 famílies de les quals 16 eren unipersonals (8 homes vivint sols i 8 dones vivint soles), 24 parelles sense fills i 52 parelles amb fills.
La població ha evolucionat segons el següent gràfic:
Habitants censats

### Habitatges
El 2007 hi havia 96 habitatges, 92 eren l'habitatge principal de la família i 4 estaven desocupats. Tots els 95 habitatges eren cases. Dels 92 habitatges principals, 79 estaven ocupats pels seus propietaris, 10 estaven llogats i ocupats pels llogaters i 3 estaven cedits a títol gratuït; 2 tenien una cambra, 1 en tenia dues, 8 en tenien tres, 29 en tenien quatre i 52 en tenien cinc o més. 77 habitatges disposaven pel capbaix d'una plaça de pàrquing. A 31 habitatges hi havia un automòbil i a 55 n'hi havia dos o més.

### Piràmide de població
La piràmide de població per edats i sexe el 2009 era:
| Homes | Edats   | Dones |
| ----- | ------- | ----- |
| 0     | 95 o +  | 0     |
| 0     | 90 a 94 | 0     |
| 0     | 85 a 89 | 4     |
| 0     | 80 a 84 | 0     |
| 0     | 75 a 79 | 4     |
| 12    | 70 a 74 | 8     |
| 4     | 65 a 69 | 0     |
| 4     | 60 a 64 | 4     |
| 0     | 55 a 59 | 4     |
| 16    | 50 a 54 | 4     |
| 4     | 45 a 49 | 4     |
| 0     | 40 a 44 | 8     |
| 20    | 35 a 39 | 16    |
| 16    | 30 a 34 | 8     |
| 0     | 25 a 29 | 4     |
| 0     | 20 a 24 | 4     |
| 0     | 15 a 19 | 12    |
| 16    | 10 a 14 | 4     |
| 12    | 5 a 9   | 8     |
| 8     | 0 a 4   | 12    |

## Economia
El 2007 la població en edat de treballar era de 179 persones, 148 eren actives i 31 eren inactives. De les 148 persones actives 131 estaven ocupades (71 homes i 60 dones) i 17 estaven aturades (6 homes i 11 dones). De les 31 persones inactives 11 estaven jubilades, 15 estaven estudiant i 5 estaven classificades com a «altres inactius».

### Ingressos
El 2009 a Reuil-sur-Brêche hi havia 103 unitats fiscals que integraven 300 persones, la mediana anual d'ingressos fiscals per persona era de 18.204 €.

### Activitats econòmiques
Dels 9 establiments que hi havia el 2007, 1 era d'una empresa extractiva, 3 d'empreses de construcció, 2 d'empreses de comerç i reparació d'automòbils, 1 d'una empresa de transport, 1 d'una empresa d'informació i comunicació i 1 d'una empresa de serveis.
Dels 3 establiments de servei als particulars que hi havia el 2009, 1 era una lampisteria i 2 electricistes.
L'any 2000 a Reuil-sur-Brêche hi havia 9 explotacions agrícoles que ocupaven un total de 1.071 hectàrees.

## Equipaments sanitaris i escolars
El 2009 hi havia una escola elemental.

## Poblacions més properes
El següent diagrama mostra les poblacions més properes.